# Snowia montanaria
Snowia montanaria là một loài bướm đêm trong họ Geometridae.